# Ioan Lupu
Ioan Lupu (n.  ?) este un fost senator român în legislatura 1992-1996 ales în județul Brașov pe listele partidului PDSR. Ioan Lupu a fost validat pe data de 9 septembrie 1993, când l-a înlocuit pe senatorul Florea Dudiță. În cadrul activității sale parlamentare, Ioan Lupu a fost membru în Comisia Palamentului României pentru Integrarea Europeană.

## Legaturi externe
- Ioan Lupu Arhivat în 22 august 2016, la Wayback Machine. la cdep.ro